# شيوما تشوكووكا
شيوما تشوكووكا (بالإنجليزية: Chioma Chukwuka)‏ (من مواليد 12 مارس 1980، وتُعرف أيضًا بأسماء شيوما تشوكووكا أكبوتا أو شيوما أكبوتا) هي مُمثلة ومُنتجة أفلام نيجيرية. في عام 2007 فازت بجائزة أكاديمية الأفلام الأفريقية لأفضل ممثلة في دور رئيسي عن أدائها في فيلم "خطايا الجسد"، وجائزة أفرو هوليوود لأفضل ممثلة في دور البطولة عام 2010.

## طفولتها ومسارها الدراسي
وُلدت أكبوتا في ولاية لاغوس وتنحدر أصولها من أورايفيت في منطقة الحكومة المحلية إكووسيغو التابعة لولاية أنامبرا في نيجيريا. أكملت تعليمها الابتدائي في حضانة أونورد والمدرسة الابتدائية في ولاية لاغوس، ثم انتقلت إلى كلية البنات الحكومية الفيدرالية في أونيتشا بولاية أنامبرا لإتمام تعليمها الثانوي. ثم التحقت بعد ذلك بجامعة ولاية لاغوس حيث درست هُناك العلوم المالية والمصرفية.

## الجوائز والترشيحات
| السنة | حفل توزيع الجوائز                        | الجائزة                              | العمل             | النتيجة |
| ----- | ---------------------------------------- | ------------------------------------ | ----------------- | ------- |
| 2007  | جوائز الأكاديمية الأفريقية للأفلام       | أفضل مُمثلة في دور رئيسي              | Sins of the Flesh | فوز     |
| 2010  | Afro Hollywood award                     | أفضل مُمثلة في دور رئيسي              | هي نفسُها          | فوز     |
| 2013  | Exquisite Lady of the Year (ELOY) Awards | أفضل مُمثلة في دور رئيسي              | On Bended Knees   | رُشِّح     |
| 2013  | جوائز نوليوود للأفضل                     | أفضل مُمثلة في فيلم باللغة الإنجليزية | On Bended Knees   | رُشِّح     |
| 2013  | جوائز أكاديمية الأيقونات الذهبية للأفلام | أفضل فيلم درامي                      | On Bended Knees   | رُشِّح     |
| 2013  | جوائز أكاديمية الأيقونات الذهبية للأفلام | أفضل تصوير سينمائي                   | On Bended Knees   | رُشِّح     |
| 2013  | جوائز أكاديمية الأيقونات الذهبية للأفلام | أفضل مُمثلة                           | On Bended Knees   | رُشِّح     |
| 2014  | جوائز الأكاديمية الأفريقية للأفلام       | أفضل مُمثلة في دور رئيسي              | Accident          | رُشِّح     |
| 2014  | جوائز أكاديمية الأيقونات الذهبية للأفلام | أفضل مُمثلة                           | Accident          | رُشِّح     |
| 2014  | جوائز أفلام نوليوود                      | أفضل مُمثلة في دور رئيسي              | Accident          | رُشِّح     |
| 2014  | Nigeria Entertainment Awards             | أفضل مُمثلة في دور رئيسي              | Accident          | رُشِّح     |
| 2014  | City People Entertainment Awards         | أفضل مُمثلة في فيلم باللغة الإنجليزية | هي نفسُها          | رُشِّح     |
| 2015  | City People Entertainment Awards         | أفضل مُمثلة في فيلم باللغة الإنجليزية | هي نفسُها          | رُشِّح     |
| 2016  | City People Entertainment Awards         | أفضل مُمثلة في فيلم باللغة الإنجليزية | هي نفسُها          | رُشِّح     |
| 2017  | جوائز أفريقيا ماجيك للمشاهدين            | أفضل مُمثلة في فيلم كوميدي            | Wives on Strike   | رُشِّح     |
| 2018  | Ghana-Naija Awards                       | مُمثلة السنة                          | هي نفسُها          | رُشِّح     |

## حياتها الشخصية
تزوجت تشوكووكا من فرانكلين أكبوتا في عام 2006.

## روابط خارجية
شيوما تشوكووكا على موقع IMDb (الإنجليزية)
- شيوما تشوكووكا على موقع قاعدة بيانات الفيلم (الإنجليزية)